# بونکوره
بونکوره شهری در شهرستان ساپونه در استان بازگا در بورکینافاسوی مرکزی است و جمعیت آن ۸۵۱ نفر است.